# Crivadiateri
Els crivadiateris (Crivadiatherium) són un gènere extint de mamífers embritòpodes de la família dels arsinoïtèrids que visqueren a Europa durant l'Oligocè inferior. Se n'han trobat restes fòssils al județ de Hunedoara (Romania). Les dues espècies que formen aquest grup foren descrites a partir de dents. C. iliescui era més grossa que C. mackennai. En general, tant l'una com l'altra era més petita i primitiva que l'arsinoïteri. El nom genèric Crivadiatherium significa ‘bèstia de Crivadia’.